# Just Another Day
«Just Another Day» es una canción del artista cubanoamericano Jon Secada. La canción también fue grabada en español como «Otro día más sin verte». Escrita por Secada y Miguel Morejón, fue publicada el 9 de marzo de 1992 como sencillo principal de su álbum debut homónimo.  
En Estados Unidos alcanzó el número 5 en el Billboard Hot 100 y el número 2 en la lista Adult Contemporany. También alcanzó el número 1 en Suecia, el número 2 en Canadá y el número 5 en el Reino Unido y Nueva Zelanda. La versión en español alcanzó el puesto número 1 en la lista Hot Latin Tracks. 
Gloria Estefan canta la voz de fondo en la canción y se le da crédito por escribir la versión en español.

## Vídeos musicales
Se hicieron dos videos musicales diferentes para esta canción: el primero, que presenta a Secada en la ciudad; y un segundo, que lo presenta cantando con su banda en una secuencia en blanco y negro. En ambos vídeos, la escena final presenta a Secada cantando bajo la lluvia. En la versión de vídeo en blanco y negro cerca del final, aparece cantando Gloria Estefan. 

## Lista de canciones
CD-Maxi (SBK 8800232)
1. "Just Another Day" (English Edit) - 4:15
2. "Just Another Day" (Dance Mix) - 5:42
3. "Just Another Day" (Spanish Edit) - 4:15
4. "Always Something" (Live Recorded in Rotterdam 5-10-91) - 4:13

## Posición en las listas de éxitos
| Listas (1992–1993)                                                         | Máxima posición |
| -------------------------------------------------------------------------- | --------------- |
| Alemania (Offizielle Deutsche Charts)                                      | 3               |
| Australia (ARIA)                                                           | 12              |
| Austria (Ö3 Austria Top 40)                                                | 5               |
| Bélgica (Flandes) (Ultratop 50)                                            | 21              |
| Canadá (RPM Top Singles)                                                   | 2               |
| Canadá (RPM Adult Contemporary)                                            | 1               |
| Estados Unidos (Billboard Hot 100)                                         | 5               |
| Estados Unidos (Adult Contemporary)                                        | 2               |
| Estados Unidos (Hot Latin Songs) Spanish version: "Otro Día Más Sin Verte" | 1               |
| Estados Unidos (Mainstream Top 40)                                         | 10              |
| Estados Unidos (Rhythmic)                                                  | 26              |
| Irlanda (IRMA)                                                             | 4               |
| Nueva Zelanda (Recorded Music NZ)                                          | 5               |
| Noruega (VG-lista)                                                         | 4               |
| Países Bajos (Dutch Top 40)                                                | 2               |
| Países Bajos (Mega Single Top 100)                                         | 2               |
| Polonia (LP3)                                                              | 7               |
| Reino Unido (UK Singles Chart)                                             | 5               |
| Suecia (Sverigetopplistan)                                                 | 1               |
| Suiza (Schweizer Hitparade)                                                | 2               |

| Lista (1992)                          | Posición |
| ------------------------------------- | -------- |
| Australia (ARIA)                      | 55       |
| Canadá (RPM Top Singles)              | 20       |
| Canadá (RPM Adult Contemporary)       | 6        |
| Alemania (Offizielle Deutsche Charts) | 15       |
| Países Bajos (Dutch Top 40)           | 5        |
| Países Bajos (Single Top 100)         | 26       |
| Nueva Zelanda (Recorded Music NZ)     | 34       |
| Suiza (Schweizer Hitparade)           | 27       |
| Reino Unido (Official Charts Company) | 19       |
| Estados Unidos (Billboard Hot 100)    | 10       |

| País                                                           | Certificación | Ventas   |
| -------------------------------------------------------------- | ------------- | -------- |
| Australia (ARIA)                                               | Oro           | 35,000^  |
| Alemania (BVMI)                                                | Oro           | 250,000^ |
| México (AMPROFON)                                              | 5× Platino    | 500,000  |
| Reino Unido (BPI)                                              | Plata         | 200,000^ |
| Estados Unidos (RIAA)                                          | Oro           | 500,000^ |
| ^ Las cifras de envíos se basan únicamente en la certificación |               |          |

## Otras versiones
Este tema ha sido también versionado en español y en formato de la Cumbia Argentina por el grupo santafesino La Contra, y luego, reversionada con el grupo tropical villero argentino Ke Personajes.
En 2009, Secada lanzó Expressions: The Jazz Album, con interpretaciones de jazz de sus canciones, incluyendo "Just Another Day".